# Botos
Botos (korábban Bótos, szerbül Ботош / Botoš, németül Botosch) település Szerbiában, a Vajdaságban, a Közép-bánsági körzetben, Nagybecskerek községben.

## Fekvése
A Temes folyó jobb partján, Nagybecskerektől délkeletre, Ernőháza, Zsigmondfalva, Tamáslaka és Árkod közt fekvő település.

## Története
Botos a török hódoltság alatt is  lakott hely maradt. Az 1717-es összeíráskor Botosch néven a becskereki kerület községei közé vették fel, 40 lakott házzal.
A Mercy-féle térképen Bodosch néven szerepelt szintén a lakott helyek között.
1752-ben a lakossága jelentőssen megnőtt a szerb határőrök beköltözése miatt.
1768-1770-ben, a német-szerb katonai határőrvidék szervezésekor, a Tisza vidékén lakó századokból újabb szerb határőrcsaládok telepedtek le a községben.
1775-1778. között az egész község, 460 családdal, a német-bánsági katonai Határőrvidékhez csatlakozott.
1788. évi hadjárat alatt, amikor II. József hadaival Pancsova ostromára vonult, október 17-én serege a botosi síkon pihent az idő alatt, amíg Tomasevácnál a Temesen hidat vertek.
1872-ben, a katonai határőrvidék feloszlatásakor Botost is Torontál vármegyéhez csatolták.
1902-ben a határban emléktáblát állítottak fel annak emlékére, hogy Ferenc Ferdinánd trónörökös e vidéken vadászott.
1910-ben 3174 lakosából 59 magyar, 142 német, 2947 szerb volt. Ebből 196 római katolikus, 2955 görögkeleti ortodox volt.
A trianoni békeszerződés előtt Torontál vármegye Nagybecskereki járásához tartozott.

## Népesség

### Demográfiai változások[1]
| Lakosok száma | 3019 | 3198 | 3305 | 2820 | 2569 | 2436 | 2148 | 1860 |
|               | 1948 | 1953 | 1961 | 1971 | 1981 | 1991 | 2002 | 2011 |

## Nevezetességek

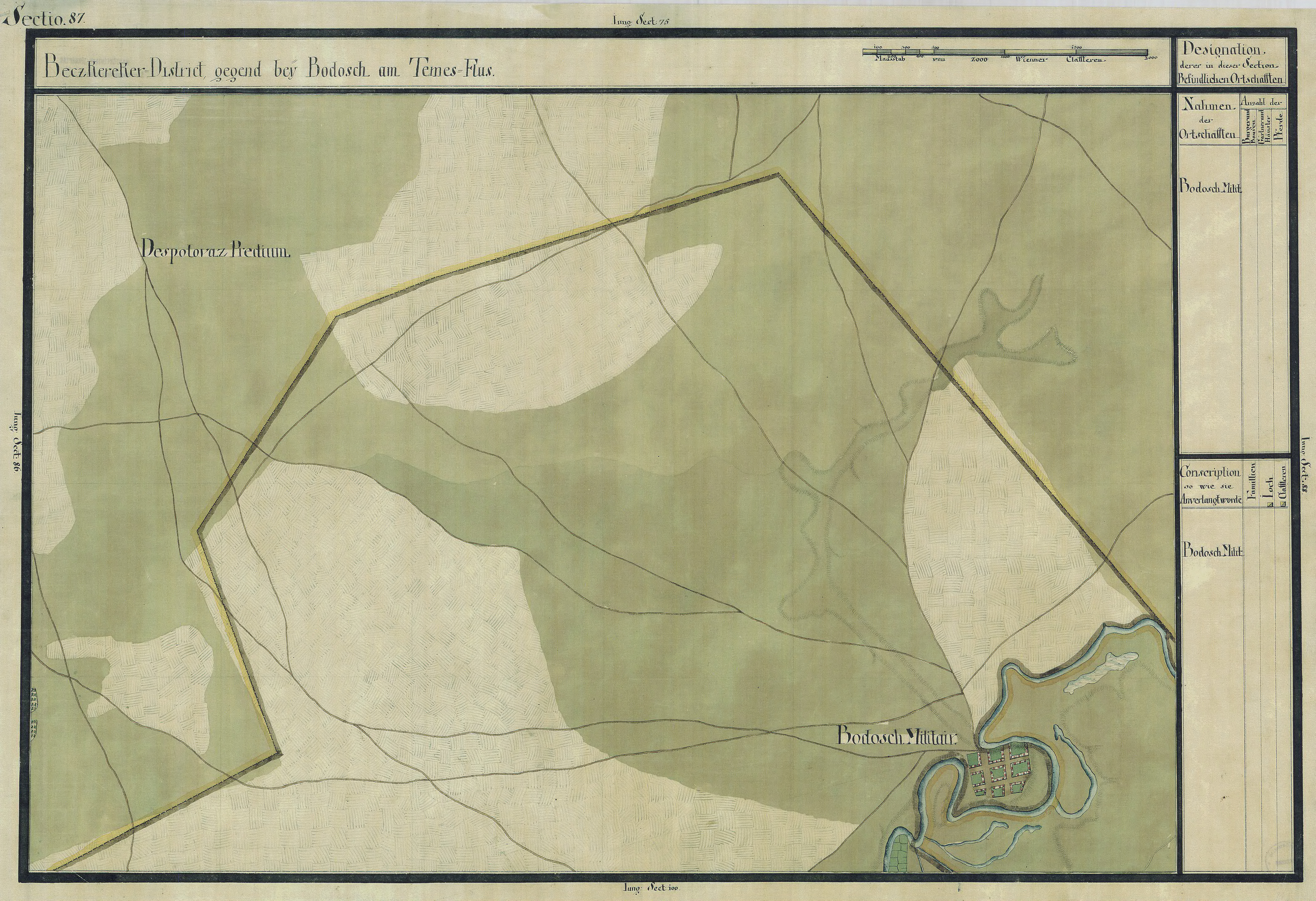
Botos egy régi térképen

- Görögkeleti temploma - 1783-ban épült